# Aleurocanthus musae
Aleurocanthus musae es un hemíptero de la familia Aleyrodidae, con una subfamilia: Aleyrodinae. Fue descrita científicamente en 2002 por David & Jesudasan.